# 韋萊欣
韋萊欣是捷克的城鎮，位於該國西南部，距離捷克克魯姆洛夫約8公里，由南摩拉維亞州負責管轄，面積13.23平方公里，海拔高度548米，2005年人口3,999。

## 外部連結
- Municipal website （页面存档备份，存于） (cz)